# Filip Åkerblom
Filip Åkerblom, född 2 september 1869 i Örnsköldsvik, död 24 juli 1942 i Abisko, var en svensk meteorolog. Han var bror till Axel Åkerblom.

## Biografi
Efter studentexamen från Umeå högre allmänna läroverk blev Åkerblom 1886 student vid Uppsala universitet, där han 1904 blev filosofie doktor på avhandlingen Recherches océanographiques, samma år docent och var professor i meteorologi 1909–1934. 
År 1899 deltog han i Alfred Nathorsts expedition till nordöstra Grönland och redogjorde för därvid verkställda astronomiska, magnetiska och oceanografiska undersökningar i Vetenskapsakademiens "Öfversikt" (1900), Arkiv för Matematik (1904) och Uppsala universitets årsskrift (1904). Som ett resultat av expeditionen fick Åkerblom en ö på Grönlands östkust uppkallad efter sig, Åkerblom Ø.
Han var gift med Margareta Leijonhufvud, född Lewenhaupt (1878–1944), i hennes andra gifte. Makarna Åkerblom är begravna på Uppsala gamla kyrkogård.